# Јонас Зела
Јонас Зела (* 23. јануар 1984. у Бергиш Гладбаху) је немачки фудбалер.
Почео је каријеру у Келновим јуниорима. Након више мањих ангажмана, 2005 долази у други тим Мајнца 05, као трећи голман. На почетку сезоне 2005/2006 и повреде првог голмана Дима Вахе, Зела постаје други голман. При крају исте сезоне је у једној утакмици након повреде тада првог голмана Кристијана Ветклоа, долази до његовог за сада јединог бундеслига ангажмана у дужини од 7 минута.
У сезони 2006/2007, поново прелази у други тим Мајнца 05.